# Jindřichovický klen

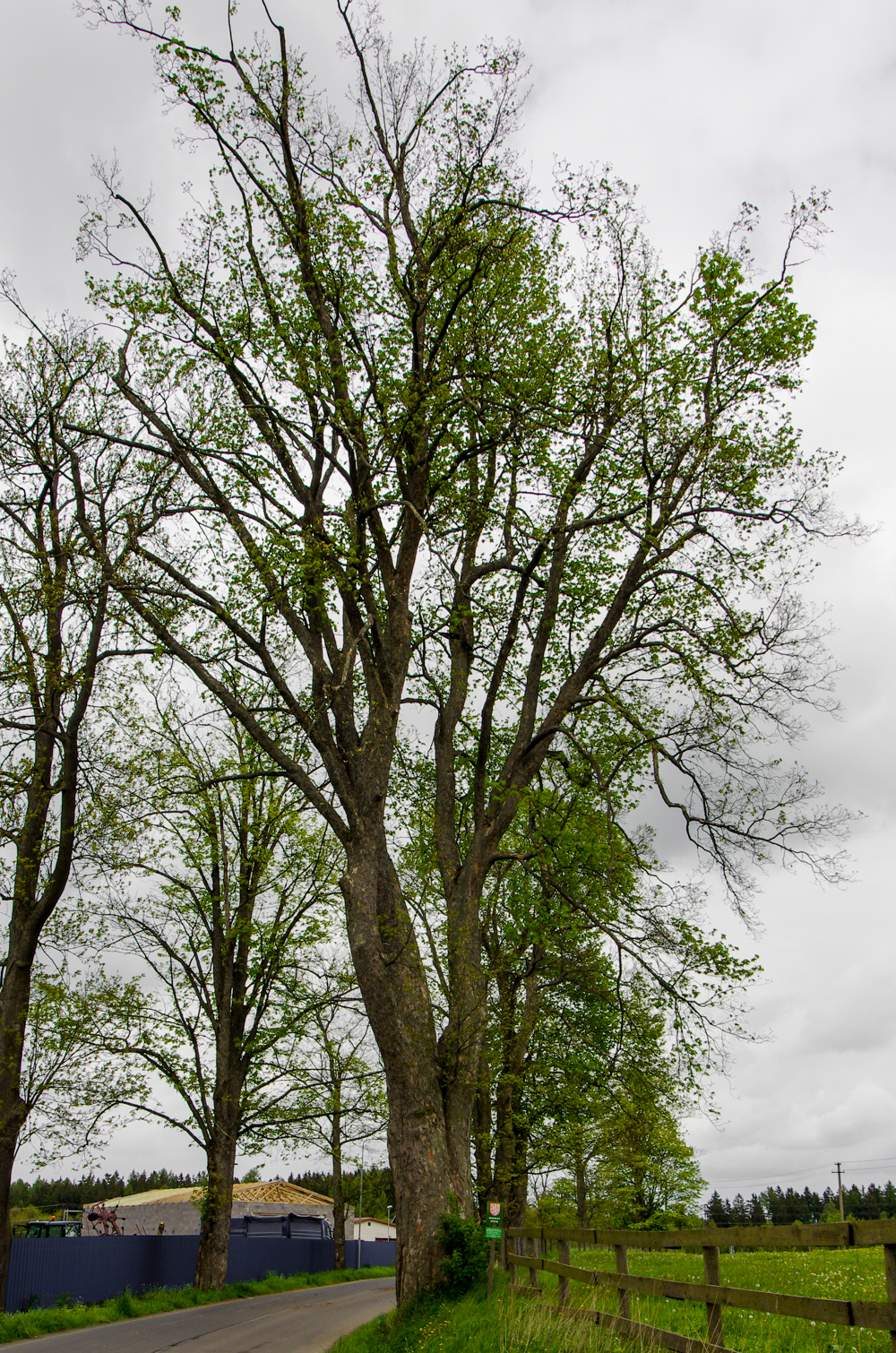
v květnu 2014

Jindřichovický klen je památný strom v Jindřichovicích v okrese Sokolov v Karlovarském kraji. Dokonale srostlý dvojkmen javoru (Tilia platyphyllos) roste nad příkopem silnice 219, na severním konci obce, asi 250 m severovýchodně od zámku, na začátku rozvolněné aleje mezi zámkem a oborou v nadmořské výšce 665 m. 
Strom má vysoko nasazenou korunu, společný kmen je válcovitý, zploštělý, na kmeni je šikmá spára až k patě stromu.
Koruna stromu sahá do výšky 25 m, obvod kmene měří 455 cm (měření 2004). Strom je chráněn od roku 2005 pro svůj výrazný růst a jako krajinná dominanta.

## Stromy v okolí
- Martinské lípy v Jindřichovicích
- Klen v Heřmanově
- Dub v Loučné
- Smrk u kříže za Favoritem
- Dvojitý smrk u Šindelové
- Modřínová alej u Šindelové
- Klen v Mezihorské
- Kaasův buk
- Jirákova lípa
- Stříbrný javor v Husových sadech